# Франц Бургмаєр
Франц Бургмаєр (нім. Franz Burgmeier; нар. 7 квітня 1982, Трізен) — ліхтенштейнський футболіст, захисник, півзахисник. По завершенні кар'єри — тренер.
Виступав, зокрема, за клуби «Вадуц» та «Базель», а також національну збірну Ліхтенштейну.
Володар Кубка Швейцарії.

## Клубна кар'єра
Народився 7 квітня 1982 року в місті Трізен. Вихованець футбольної школи клубу «Трізен».
У дорослому футболі дебютував 1999 року виступами за команду клубу «Трізен», в якій провів один сезон, взявши участь у 21 матчі чемпіонату. 
Своєю грою за цю команду привернув увагу представників тренерського штабу клубу «Вадуц», до складу якого приєднався 2001 року. Відіграв за клуб з Вадуца наступні чотири сезони своєї ігрової кар'єри. Більшість часу, проведеного у складі «Вадуца», був основним гравцем команди.
Протягом 2005—2006 років захищав кольори команди клубу «Аарау».
У 2006 році уклав контракт з клубом «Базель», у складі якого провів наступний рік своєї кар'єри гравця. Граючи у складі «Базеля» також здебільшого виходив на поле в основному складі команди.
Згодом з 2008 по 2009 рік грав у складі команд клубів «Тун» та «Дарлінгтон».
До складу клубу «Вадуц» приєднався 2009 року. Відіграв за клуб з Вадуца 208 матчів в національному чемпіонаті, завершивши ігрову кар'єру в 2018 році.

## Виступи за збірні
У 1998 році дебютував у складі юнацької збірної Ліхтенштейну, взяв участь у 8 іграх на юнацькому рівні.
У 2001 році дебютував в офіційних матчах у складі національної збірної Ліхтенштейну. Провів у формі головної команди країни 112 матчів, забивши 9 голів.

## Кар'єра тренера
По завершенні кар'єри працював рік скаутом клубу «Вадуц», а з 2019 року спортивний директор.

## Титули і досягнення

### Командні
- Володар Чемпіон Швейцарії (1):

«Базель»: 2007–08
- Володар Кубка Швейцарії (2):

«Базель»: 2006–07, 2007–08
- Володар Кубка Ліхтенштейну (13):

«Вадуц»: 2000–01, 2001–02, 2002–03, 2003–04, 2004–05, 2009–10, 2010–11, 2012–13, 2013–14, 2014–15, 2015–16, 2016–17, 2017-18

### Особисті
- Гравець року в Ліхтенштейні: 2005–06